# مزار احمد و شیخ محمد فهادان
مزار احمد و شیخ محمد فهادان مربوط به سدهٔ ۸ ه‍.ق است و در یزد، غرب مسجد جامع کبیر واقع شده و این اثر در تاریخ ۲۳ اسفند ۱۳۴۶ با شمارهٔ ثبت ۷۷۳ به‌عنوان یکی از آثار ملی ایران به ثبت رسیده است.

## شرح زندگی احمد و شیخ محمد فهادان
فخرالدین احمد اسفنجردی معروف به «شیخ احمد فهادان» و برادرش شیخ محمد از عالمان برجسته و از عارفان صاحب کرامت سده هشتم هجری قمری هستند. ایشان از اهالی روستای اسفنجرد (روستایی میان عزآباد و رستاق) و مشغول به پیشهٔ شومالی (آهار زدن پارچه شعر بافی) بودند.
اسفنجرد زمانی از آبادی‌های مهم سرزمینی بوده است که امروزه شهرستان اشکذر نامیده می‌شود؛ این روستا به احتمال زیاد در دوران قبل از اسلام بنا شده است و به دلایلی نامعلوم متروک گردید؛ جعفر بن محمد بن حسن جعفری می‌زیسته در قرن نهم هجری در کتاب تاریخ جدید یزد اسفنجرد را حوالی مجومرد ذکر می‌کند.
محمد مفید مستوفی بافقی در کتاب جامع مفیدی در ارتباط با اسفنجرد چنین می‌نویسد: «موضعی بوده در نهایت آبادی و قلعه ای به‌غایت استحکام و معموری؛ مجاوران و متوطنانش در کمال پرهیز کاری حضرت شیخ ربانی و قطب صمدانی شیخ فخر الدین احمد که آوازه کراماتش از شرق به غرب رسیده اسفنجردی الاصل بوده و به سببی از اسباب آن موضع خراب و مجاوران متفرق شده‌اند ومیاه آن را به قریه عزآباد آورده و الحال شرب می‌نمایند.»
محمد مفید مستوفی در احوالات شیخ احمد و برادرش در تاریخ مفیدی چنین می‌نویسد:
صاحب جمع اسفنجرد به‌غایت ظالم و ستمکار بود و پیوسته با رعایا و متوطنین آن موضع سلوک ناهموار می‌نمود؛ شیخ احمد اورا طلب داشته نصیحت کرد که با بندگان خالق سلوک پسندیده کن و در پی آزار خلایق مباش تا خدای تعالی بر تو رحم کند و ترا به بلیه مبتلا نسازد. آن صاحب از سر لجاجت و قهر گفت سخن تو نمی‌شنوم با خدای بگو تا جان مرا بستاند اگر راست می گوئی؟ شیخ دست به دعا برداشت و گفت؛ خداوندا اقوال و کردار او بر تو ظاهر و روشن است؛ اگر مصلحت می دانی جانش بستان فی الحال صاحب جمع افتاد و جان بداد. چون آن کرامت مشاهده عوام الناس گشت از قری و مزارع به خدمت او گرد آمدند.
شیخ احمد به همراه برادر خود شیخ محمد به سبب ظلم وستم عامل آن آبادی به شهر یزد مهاجرت نمودند و در محله فهادان (یوزداران) ساکن گشتند. این محله یادگاری بوده است از عهد سلطان قطب‌الدین ابن عزیزالدین لنگر که از اتابکان یزد و به نگهداری یوز علاقه‌ای وافر داشت. مردم آن محل هم به آن دو صالح و متقی بسیار احترام می‌گذاشتند.

## تاریخچه مزار
شیخ احمد در سال ۷۲۵ هجری قمری و برادرش شیخ محمد در سال ۷۳۵ هجری قمری دار فانی را وداع گفتند و هر دو در این بقعه به خاک سپرده شدند. این مجموعه دارای مسجد و خانقاه بوده که همگی ویران شده و امروز تنها گنبد بقعه باقی مانده است.
در تواریخ یزد نوشته‌اند که مبارزالدین محمد بن مظفر ساباط و عمارتی از آجر پخته و کاشی تراشیده درمقبره در سال ۷۵۰ ساخت. جمعی دیگر نیز درین مقبره دفن شده بودند مانند مولانا محمود واعظ متوفی در ۷۹۸ که از فضلای عصر بود و پسرش مولانا امام الدین واعظ (که درتاریخ کمال الدین آمده) صورت قبور متعددی هم‌اکنون از زیر ویرانه‌های آنجا درآمده است. مؤلف تاریخ جدید یزد و به نقل ازو جامع مفیدی گوید: «که شاه شجاع آسیای ابرند آباد را برآن بقعه وقف کرده و خانقاهی بردر مزار ساخته بود و هر روز در آن خانقاه آش می‌پختند و به فقرا می‌دادند».
کاشی محراب بقعه طبق نوشته تاریخ یزد به دستور امیرمعین الدین اشرف نصب شد و جزیی از آن هم‌اکنون باقی است.